# Hubertus Leteng
Hubertus Leteng (ur. 1 stycznia 1959 w Taga, zm. 31 lipca 2022 w Bandung) – indonezyjski duchowny katolicki, biskup diecezjalny Ruteng od 2010 do 2017.

## Życiorys
Święcenia kapłańskie otrzymał 29 lipca 1988 i został inkardynowany do diecezji Ruteng. Pracował przede wszystkim w seminarium w Ritapiret, zaś w 2009 objął funkcję jego rektora.
7 listopada 2009 papież Benedykt XVI mianował go biskupem diecezjalnym Ruteng. 14 kwietnia 2010 z rąk biskupa Gerulfusa Pareiry przyjął sakrę biskupią. 
Był oskarżany o przywłaszczenie środków pieniężnych należących do Kościoła i przekazanie ich swojej kochance. 11 października 2017 złożył rezygnację ze stanowiska, przyjętą przez papieża Franciszka.